# Vossenack
Vossenack is een plaats in de Duitse gemeente Hürtgenwald, deelstaat Noordrijn-Westfalen, en telt 2.233 inwoners (31 maart 2021). Vossenack ligt in het Natuurpark Hoge Venen-Eifel, in het Hürtgenwald, dat deel uitmaakt van de Eifel. De Bundesstraße 399 loopt langs de rand van het dorp. De aan de B 399 gelegen buurt was vroeger een apart gehucht met de naam Germeter. Over de B 399 rijdt de streekbus Düren - Simmerath v.v., die in het dorp een halte heeft.
Het dorp was aan het eind van de Tweede Wereldoorlog een van de brandpunten van de door de geallieerden in eerste instantie verloren Slag om het Hürtgenwald in het najaar van 1944. Vossenack werd daarbij geheel verwoest en moest na 1945 herbouwd worden.

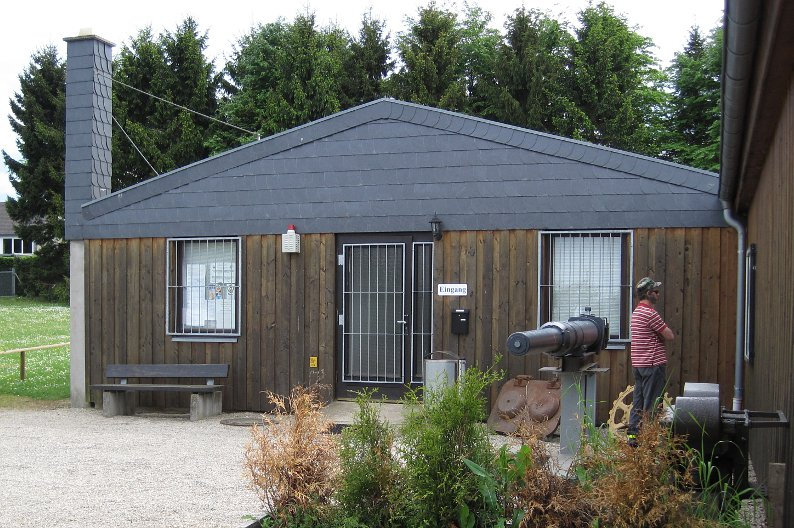
Museum Hürtgenwald te Vossenack
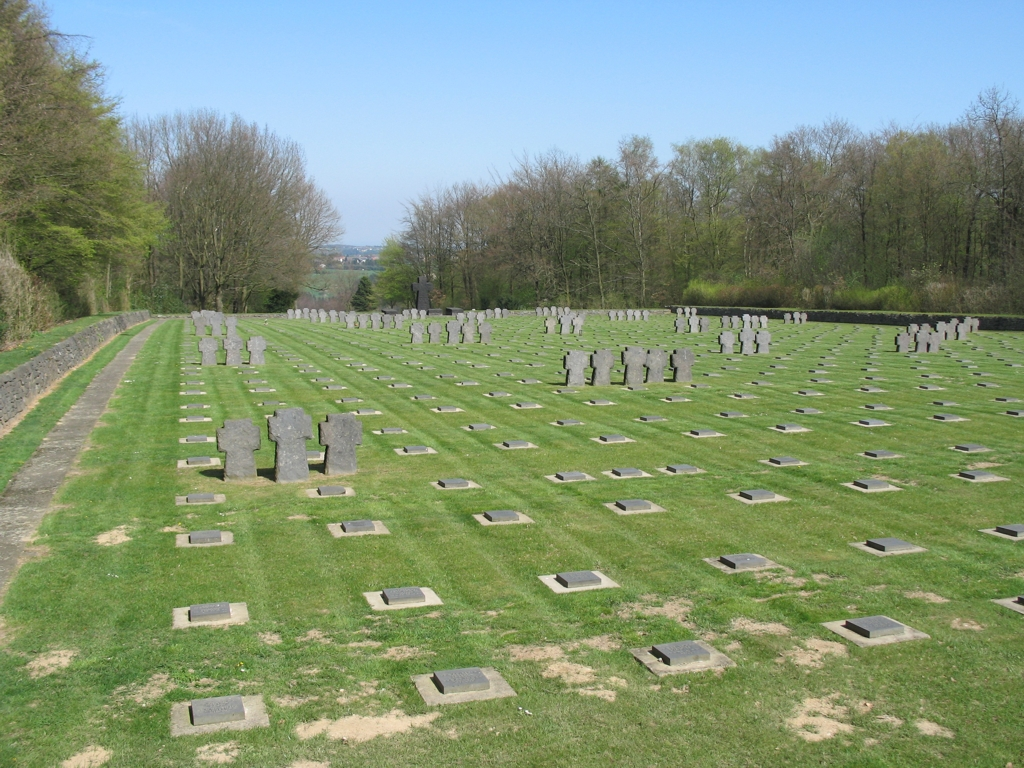
Oorlogskerkhof
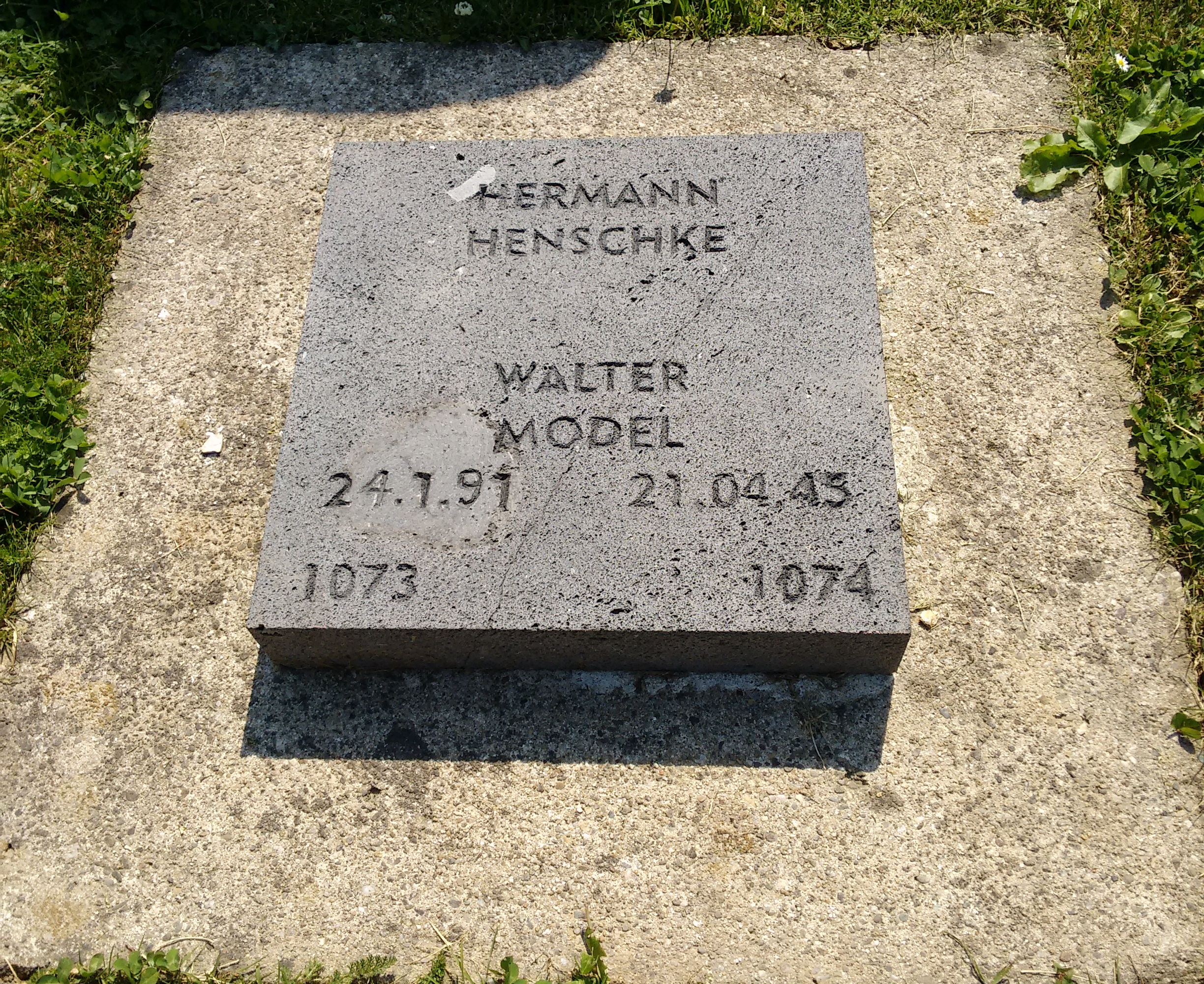
Graf Walter Model

In Vossenack staat het Museum Hürtgenwald 1944 und im Frieden. Het behandelt de geschiedenis van het dorp, het bos Hürtgenwald en de streek, maar vooral de Slag om het Hürtgenwald, zowel vanuit Duits als vanuit geallieerd oogpunt bekeken, en gaat in op naoorlogse ontwikkelingen in de streek. Bij het dorp ligt ook een groot oorlogskerkhof. Hier liggen, vaak in tweepersoonsgraven, meer dan 2.200 mensen begraven, onder wie de bekende Duitse veldheer Walter Model.
Het dorp leeft vooral van het toerisme, en er zijn dan ook een aantal hotels en andere voorzieningen. Te Vossenack staat een klooster van de orde van de franciscanen.